# Sigma del Lleó
Sigma del Lleó (σ Leonis) és un estel a la Constel·lació del Lleó de magnitud aparent +4,05, sent el tretzé astre més brillant de la constel·lació. S'hi troba a 220 anys llum del sistema solar.

## Nom
Encara que no té nom propi habitual, Sigma del Lleó ocasionalment és coneguda com Shishimai. D'altra banda, a la Xina rebia el títol de Shang Tseang, «el General Major».

## Característiques
Sigma del Lleó és un estel blanc-blavós de tipus espectral B9.5V, que ha recorregut el 83% del seu trajecte dins de la seqüència principal. També ha estat catalogada com estrella subgegant de tipus B9IV. Té una temperatura efectiva de 10.680 K i una lluminositat 127 vegades superior a la lluminositat solar. La mesura directa del seu diàmetre angular, 0,44 mil·lisegons d'arc, permet avaluar el seu radi, que resulta ser 3,2 vegades més gran que el radi solar. Gira sobre si mateixa amb una velocitat de rotació igual o major de 57 km/s.
Sigma del Lleó posseeix una massa tres vegades major que la massa solar. Pot ser un estel químicament peculiar de tipus Bp, versió calenta dels estels Ap. Aquests estels es caracteritzen per forts camps magnètics i línies d'absorció fortes de certs elements; en el cas de Sigma Leonis, és notable el silici.